# 牛津站 (日本)
牛津站（日语：／ Ushizu eki */?）是位於佐賀縣小城市牛津町柿樋瀨1128番，九州旅客鐵道（JR九州）的長崎本線車站。

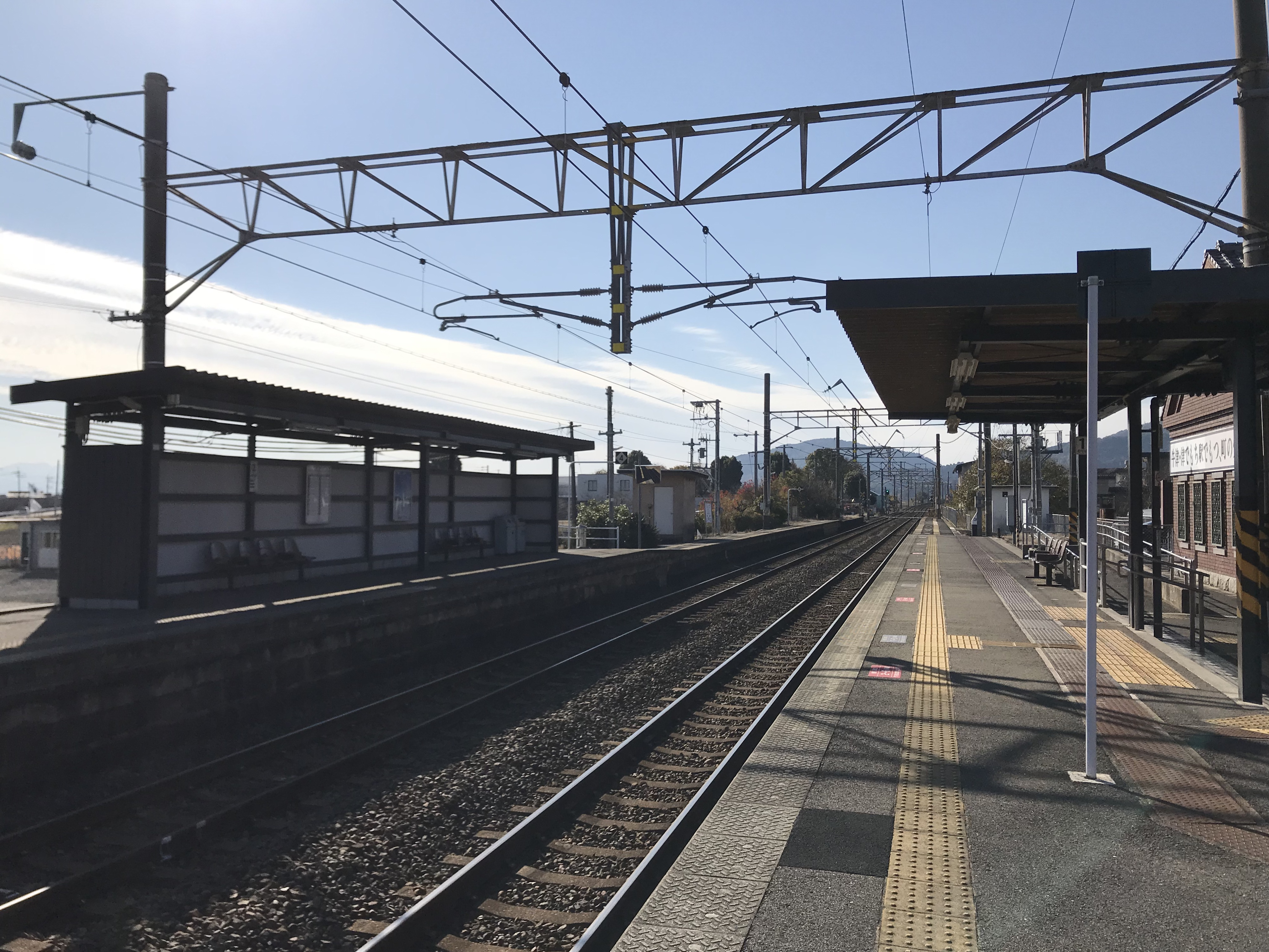
月台（2017年12月）

## 車站構造
車站是一座地面車站，設有2面2線的相對式月台。兩月台之間設有跨線橋連接。車站大樓在2001年重建，新大樓是一座鋼筋混凝士平屋建築物，使用了燒磚和花崗岩砌成的紅磚倉庫風外牆。
此站是業務委託車站，委托JR九州鐵道營業負責車站業務。車站內設有自動售票機。

### 月台
| 月台 | 路線      | 上下行 | 方向                     |
| ---- | --------- | ------ | ------------------------ |
| 1    | ■長崎本線 | 上行   | 佐賀、鳥栖、博多方向     |
| 2    | ■長崎本線 | 下行   | 江北站、長崎、佐世保方向 |

## 歷史
- 1895年5月5日：九州鐵道（第一代）佐賀站至山口站（現時為江北站）開通，此站啟用。
- 1907年7月1日：九州鐵道被國有化，成為帝國鐵道廳車站[3][4]。
- 1982年11月15日：結束貨物起卸業務。
- 1984年2月1日：結束行李起卸業務。
- 1987年4月1日：國鐵分割民營化，車站由九州旅客鐵道（JR九州）營運[5]。
- 2001年4月20日：翻新站房[2]。
- 2024年10月3日：開始支援SUGOCA付款，並加設對應IC卡出、入閘的讀寫器[6][7][8][9]。

## 使用狀況
以下為每年度1日平均乘車人次：
| 乘車人次變化 | 乘車人次變化 |
| 年度         | 1日平均人次  |
| ------------ | ------------ |
| 2000         | 972          |
| 2001         | 952          |
| 2002         | 926          |
| 2003         | 903          |
| 2004         | 872          |
| 2005         | 919          |
| 2006         | 900          |
| 2007         | 879          |
| 2008         | 879          |
| 2009         | 851          |
| 2010         | 840          |
| 2011         | 853          |
| 2012         | 846          |
| 2013         | 856          |
| 2014         | 803          |
| 2015         | 807          |
| 2016         | 808          |
| 2017         | 770          |
| 2018         | 783          |
| 2019         | 758          |
| 2020         | 618          |
| 2021         | 621          |
| 2022         | 615          |
| 2023         | 631          |

## 車站周邊
- 小城市政廳（前牛津町公所）
- 佐賀縣立牛津高等學校（日语：佐賀県立牛津高等学校）
- 小城市立牛津中學
- 牛津郵局
- 國道34號
- 國道207號（日语：国道207号）

## 相鄰車站
九州旅客鐵道（JR九州）
■長崎本線
■區間快速（只有上行班次）、■普通
久保田－牛津－江北

## 外部連結
- JR九州牛津站（日語）